# Piper petiolatum
Piper petiolatum är en pepparväxtart som beskrevs av Joseph Dalton Hooker. Piper petiolatum ingår i släktet Piper och familjen pepparväxter. Inga underarter finns listade i Catalogue of Life.